# 山田定義
山田 定義（やまだ さだよし、1892年（明治25年）11月26日 - 1971年（昭和46年）11月16日）は、日本の海軍軍人。最終階級は海軍中将。

## 経歴
福岡県出身。山田定直陸軍大佐の長男として生まれる。松江中学校を経て、1914年（大正3年）12月、海軍兵学校（42期）を5番/117名の成績で卒業し、1915年（大正4年）12月、海軍少尉に任官。1916年（大正5年）12月から翌年まで航空術学生として学んだ。横須賀航空隊付、フランス駐在、横須賀航空隊分隊長、同飛行隊長、霞ヶ浦航空隊教官などを経て、1928年（昭和3年）12月、海軍大学校（甲種26期）を卒業した。
連合艦隊参謀、軍令部第1班第2課参謀、同第2班第3課参謀、第1航空戦隊参謀、海軍省臨時調査課員、フランス大使館付武官、軍令部第3部第7課長、横須賀鎮守府付、「蒼龍」「加賀」の各艦長などを経て、1941年（昭和16年）10月、42期の一選抜組として少将に進級。
太平洋戦争には第25航空戦隊司令官として出征した。第3艦隊参謀長、横須賀航空隊司令、第51航空戦隊司令官などを歴任し、1944年10月、海軍中将となった。第101航空戦隊司令官などを経て、第3航空艦隊司令長官として終戦を迎え、1945年10月、予備役に編入された。
1947年（昭和22年）11月28日、公職追放仮指定を受けた。

## 親族
- 弟 山田定智（海軍機関大佐）